# Xã Bloomfield, Quận Winneshiek, Iowa
Xã Bloomfield (tiếng Anh: Bloomfield Township) là một xã thuộc quận Winneshiek, tiểu bang Iowa, Hoa Kỳ. Năm 2010, dân số của xã này là 546 người.